# Campeonato Mundial de Snowboard de 2007
El VII Campeonato Mundial de Snowboard se celebró en la localidad alpina de Arosa (Suiza) entre el 14 y el 20 de enero de 2007 bajo la organización de la Federación Internacional de Esquí (FIS).

## Medallistas

### Masculino
| Evento                           | Oro                              | Plata                           | Bronce                           |
| -------------------------------- | -------------------------------- | ------------------------------- | -------------------------------- |
| Eslalon paralelo (17.01)         | Simon Schoch · Suiza             | Philipp Schoch · Suiza          | Rok Flander Eslovenia            |
| Eslalon gigante paralelo (16.01) | Rok Flander Eslovenia            | Philipp Schoch · Suiza          | Heinz Inniger · Suiza            |
| Campo a través (14.01)           | Xavier de Le Rue Francia         | Seth Wescott Estados Unidos     | Nate Holland Estados Unidos      |
| Halfpipe (20.01)                 | Mathieu Crepel Francia 46,7 pts. | Kazuhiro Kokubo Japón 46,6 pts. | Brad Martin · Canadá · 43,3 pts. |
| Big air (19.01)                  | Mathieu Crepel Francia 29,4      | Antti Autti · Finlandia · 28,1  | Janne Korpi · Finlandia · 21,1   |

### Femenino
| Evento                           | Oro                               | Plata                        | Bronce                                |
| -------------------------------- | --------------------------------- | ---------------------------- | ------------------------------------- |
| Eslalon paralelo (17.01)         | Heidi Neururer · Austria          | Marion Kreiner · Austria     | Doresia Krings · Austria              |
| Eslalon gigante paralelo (16.01) | Yekaterina Tudeguesheva · Rusia   | Amelie Kober · Alemania      | Fränzi Mägert-Kohli · Suiza           |
| Campo a través (14.01)           | Lindsey Jacobellis Estados Unidos | Sandra Frei · Suiza          | Helene Olafsen · Noruega              |
| Halfpipe (20.01)                 | Manuela Pesko · Suiza · 43,1 pts. | Soko Yamaoka Japón 43,0 pts. | Paulina Ligocka · Polonia · 42,9 pts. |

## Medallero
| Núm. | País           | Oro | Plata | Bronce | Total |
| ---- | -------------- | --- | ----- | ------ | ----- |
| 1    | Francia        | 3   | 0     | 0      | 3     |
| 2    | Suiza          | 2   | 3     | 2      | 7     |
| 3    | Austria        | 1   | 1     | 1      | 3     |
| 3    | Estados Unidos | 1   | 1     | 1      | 3     |
| 5    | Eslovenia      | 1   | 0     | 1      | 2     |
| 6    | Rusia          | 1   | 0     | 0      | 1     |
| 7    | Japón          | 0   | 2     | 0      | 2     |
| 8    | Finlandia      | 0   | 1     | 1      | 2     |
| 9    | Alemania       | 0   | 1     | 0      | 1     |
| 10   | Canadá         | 0   | 0     | 1      | 1     |
| 10   | Noruega        | 0   | 0     | 1      | 1     |
| 10   | Polonia        | 0   | 0     | 1      | 1     |
|      | TOTAL          | 9   | 9     | 9      | 27    |